# SN 2005da
SN 2005da – supernowa typu Ic-pec odkryta 18 lipca 2005 roku w galaktyce UGC 11301. W momencie odkrycia miała maksymalną jasność 16,90m.